# 弗拉基米尔·费奥多罗维奇·康斯坦丁诺夫
弗拉基米尔·费奥多罗维奇·康斯坦丁诺夫 (羅馬化：Vladimir Fyodorovich Konstantinov；1921年2月22日—1979年7月15日）
是二战期间的一名苏联轰炸机和对地攻击机飞行员。1944 年，他因驾驶玻-2夜间轰炸机出击而被授予苏联英雄称号，随后在突击和战斗轰炸机航空团中担任过各种职务，并于1969年晋升为上校。他的姐姐塔玛拉·康斯坦丁诺娃是战争期间的伊尔-2飞行员，她也被授予苏联英雄称号。

## 生平
康斯坦丁诺夫于1921年2月22日出生于特维尔省新托尔若克县尼格廖沃村（现特维尔州利霍斯拉夫尔区）的一个农民家庭。
1939年10月起，他参加工农红军。1941年4月，他毕业于契卡洛夫第二军事航空航海学校（现奥伦堡高等军事航空飞行员学校）
1941年7月之前，他一直在新兴的轰炸机航空团（基辅军区）担任炮手轰炸机飞行员。1941年11月，他从利佩茨克空军高级训练课程毕业，并撤离到古比雪夫。
1941年11月起，他担任第709夜间轰炸机航空团的飞行员，该团在阿拉特里组建。1942年2月至4月，作为该团的一员，他对莫斯科防区的道路进行夜间侦察。